# 薩佳·阿里
薩佳·阿里（英語：Sajal Aly，1994年1月17日—）是巴基斯坦女演員，主要出現在巴基斯坦電視連續劇及電影。
她較为人所知的電影是印度宝莱坞电影《Mom》（2017），飾演印度巨星詩麗黛瑋片中的女兒Arya
。

## 外部連結
- 薩佳·阿里在互联网电影资料库（IMDb）上的資料（英文）
- 薩佳·阿里的Instagram帳戶